# Martin Gruner
Martin Gruner (* 16. Januar 1968 in Aachen) ist ein deutscher parteiloser Politiker. Er ist seit 2023 Oberbürgermeister von Waldshut-Tiengen.

## Leben
Gruner legte 1988 das Abitur in Wiesbaden ab. Von 1988 bis 1991 absolvierte er ebenfalls in Wiesbaden eine Ausbildung zum Bauzeichner. Von 1991 bis 1996 studierte er Architektur an der Technischen Fachhochschule Berlin. 
Von 1996 bis 2002 war er als angestellter Architekt in Berlin tätig. Von 2002 bis 2014 leitete er das Hochbauamt der Stadt Waldshut-Tiengen. Von 2014 bis 2017 war er Bürgermeister (Erster Beigeordneter) von Waldshut-Tiengen. Von 2017 bis 2021 war er für das Baumanagement und die technische Leitung der Privatbrauerei Waldhaus in Weilheim verantwortlich. Von 2021 bis Herbst 2023 war er Bürgermeister (Beigeordneter) der Stadt Weil am Rhein.
Gruner trat am 23. Juli 2023 bei der Oberbürgermeisterwahl gegen den Amtsinhaber Philipp Frank (CDU) an. Er wurde dabei von Freien Wählern, FDP, SPD und Grünen unterstützt. Gruner wurde mit 68,8 Prozent der Stimmen zum Oberbürgermeister gewählt. Er trat das Amt am 20. Oktober 2023 an.
Gruner ist verheiratet, hat zwei Kinder und lebt in Tiengen.